# Orchestina obscura
Orchestina obscura là một loài nhện trong họ Oonopidae.
Loài này thuộc chi Orchestina. Orchestina obscura được miêu tả năm 1942 bởi Ralph Vary Chamberlin & Ivie.